# Кремлін (Монтана)
Кремлін (англ. Kremlin) — переписна місцевість (CDP) в США, в окрузі Гілл штату Монтана. Населення — 78 осіб (2020).

## Географія
Кремлін розташований за координатами 48°34′14″ пн. ш. 110°5′10″ зх. д. / 48.57056° пн. ш. 110.08611° зх. д. (48.570627, -110.086085).  За даними Бюро перепису населення США в 2010 році переписна місцевість мала площу 1,14 км², уся площа — суходіл.

## Демографія
Згідно з переписом 2010 року, у переписній місцевості мешкало 98 осіб у 44 домогосподарствах у складі 27 родин. Густота населення становила 86 осіб/км².  Було 50 помешкань (44/км²).
Расовий склад населення:
| - 98,0 % — білих - 2,0 % — корінних американців |

До двох чи більше рас належало 0,0 %. Частка іспаномовних становила 0,0 % від усіх жителів.
За віковим діапазоном населення розподілялося таким чином: 23,5 % — особи молодші 18 років, 59,2 % — особи у віці 18—64 років, 17,3 % — особи у віці 65 років та старші. Медіана віку мешканця становила 45,8 року. На 100 осіб жіночої статі у переписній місцевості припадало 88,5 чоловіків;  на 100 жінок у віці від 18 років та старших — 92,3 чоловіків також старших 18 років.
Середній дохід на одне домашнє господарство  становив 43 233 долари США (медіана — 41 667), а середній дохід на одну сім'ю — 45 875 доларів (медіана — 48 214). Медіана доходів становила 24 286 доларів для чоловіків та 23 864 долари для жінок. За межею бідності перебувало 5,3 % осіб, у тому числі 0,0 % дітей у віці до 18 років та 0,0 % осіб у віці 65 років та старших.
Цивільне працевлаштоване населення становило 50 осіб. Основні галузі зайнятості: фінанси, страхування та нерухомість — 30,0 %, сільське господарство, лісництво, риболовля — 20,0 %, освіта, охорона здоров'я та соціальна допомога — 18,0 %.